# Belmond Hotel Splendido
Pour les articles homonymes, voir Splendid.
Le Belmond Hotel Splendido est un hôtel situé à Portofino, en Italie.

## Histoire
Le site abritait autrefois un monastère bénédictin qui fut si souvent saccagé par les pirates sarrasins que les moines l'abandonnèrent au XVIe siècle. Le bâtiment de quatre étages est ensuite tombé en ruine.
Au XIXe siècle, la propriété est achetée par un aristocrate italien, le baron Baratta, qui le rénove et le transforme en résidence d'été familiale.
En 1901, le bâtiment est acheté par Ruggero Valentini qui le transforme en hôtel.  Celui-ci ouvre ses portes en 1902. Depuis sa création, l'hôtel a accueilli diverses personnalités et familles de l'aristocratie.
Dans les années 1950, les visiteurs américains qui découvrent Portofino en font leur villégiature de prédilection. Parmi les visiteurs de cette époque figurent le duc de Windsor, Winston Churchill, Rex Harrison, Clark Gable, Humphrey Bogart, Lauren Bacall, Groucho Marx, Ava Gardner, Fredric March, Elizabeth Taylor et Richard Burton.
En 1986, l'hôtel est racheté par la société hôtelière britannique Orient-Express Hotels Ltd. En 2014, l'hôtel Splendido est renommé Belmond Hotel Splendido dans le cadre du changement de nom d'Orient-Express Hotels Ltd en Belmond Ltd.